# Notarietunnan
Notarietunnan var före 1900 ett anslag av kyrkotionde i Halland som utbetalades till kyrkoherdarna, ursprungligen i deras egenskap av kyrkans räkenskapsförare samt från 1769 till fattiga prästänkor.
Notarietunnan bestod av en tunna med spannmål.